# Ajubel
Alberto Morales Ajubel (Sagua la Grande, 20 de febrero de 1956) es un artista plástico, ilustrador y diseñador cubano.

## Biografía
Pertenece a la generación de los años 80 de artistas cubanos. Ha participado en las Bienales de La Habana, Castillo de la Real Fuerza -organizado por el Museo Nacional de Bellas Artes de Cuba-, la Bienal de San Pablo, la Bienal de Venecia en dos ocasiones, Dibujo Trienal en Varsovia, Polonia; el Museo de la Ciudad de México, además de haber expuesto en Miami, México, La Habana, Seúl, Sao Paulo, Madrid, Bolonia, Barreiro, Estambul, Gotemburgo y Valencia, entre otros. A lo largo de su carrera profesional, Ajubel ha sido reconocido con más de 120 premios nacionales e internacionales, tanto en diseño e ilustración, dibujo, humor y pintura. Algunos de estos premios son el Premio Bologna Ragazzi 2009 (la Ilustración Pulitzer), el Mejor Diseño de Periódicos recibiendo 2 Medallas de Bronce y una Mención de Honor, el Premio Nacional de Ilustración, el Ministerio de Cultura de España y el CJ Picture Book Awards de Corea. Establecido en España desde 1991, actualmente reside en Valencia en donde tiene su estudio. 

## Obra
Entre sus muchos títulos, se pueden destacar:
- Robinson Crusoe , una novela en imágenes inspirada en la obra de Daniel Defoe , editorial Media Vaca
- La noche triste de Chano pozo escrito por Leonardo Padura e ilustrado por Ajubel en iBooks para dispositivos iOs
- Kipling ilustrado, editorial Kalandraka
- Mis primeras 80.000 palabras, editorial Media Vaca
- Crímenes ejemplares, de Max Aub, editorial Media Vaca
- Libres e iguales, editorial Media Vaca

## Premios y reconocimientos
A lo largo de su carrera profesional, Ajubel ha sido reconocido con más de 120 premios nacionales e internacionales, tanto en diseño, como en ilustración, dibujo, humor gráfico y pintura, entre ellos: 
- The Best of Newspaper Design, 2 Medallas de Bronce y 1 Mención de Honor (Estados Unidos, 1994)
- First Prize, Aydın Doğan International Cartoon Competition (Turquía, 1994)
- 3er Prize, Aydın Doğan International Cartoon Competition. (Turquía, 1997)
- Premio Nacional de Ilustración, Ministerio de Cultura de España, 2003[1]
- Premio a la creación de la nueva imagen internacional de Vinos de España, convocado por el ICEX, 2003.
- Premio al Mejor Libro Ilustrado, 2008, dirección General del Libro de la Consellería de Cultura de Valencia, España.
- Bologna Ragazzi Award 2009 con ROBINSON CRUSOE de la prestigiosa editorial Media Vaca
- Robinson Crusoe, seleccionado para la White Ravens List 2009, Munich, Alemania.
- Premio Titán (Portugal) 2009
- Premio en el 2nd CJ Picture Book Awards, Corea, 2009.
- Seleccionado for 3rd Award for illustrations, Corea,2011.
- Mención de Honor en 32.º Aydın Doğan International Cartoon Competition.

## Exposiciones
- Bienal de Venecia(Italia) 1984
- Expo, Galería Habana. DDT, 1985
- Bienal de Venecia(Italia) 1986
- Bienal de La Habana 1986
- Ajubel, Ser No Ser, Museo de la Ciudad de México, 1988
- Galería Evasión Arte, Sao Paulo, Brasil, 1989
- Ajubel X Ajubel, Castillo de la Fuerza, Habana 1990
- 20.ª Bienal de Sao Paulo (Brasil, 1990)
- "Crímenes ejemplares” Fundación Bancaja Segorbe, Fundación MAX AUB,2001 /España / México.“El Texto Iluminado”, Biblioteca Nacional, Madrid, junio agosto-2001
- “Crímenes ejemplares”,Museo Nacional de la Estampa de Ciudad de México,2001.
- Ilustrísimos, Bolonia 2011
- ILUSTRARTE 2009/Barreiro, Portugal.
- Ilustrísimos, Gotemburgo 2009
- “Vivan los toros” 2010-2011, La Nau, Valencia
- Artista lo serás tú, Exposición en la librería Panta Rhei, Madrid, 2011
- Exposición Patria, DELIBES ILUSTRADO común, Museo ABC, 2013
- “EX.IL exiliados e ilustrados”, La Nau,Valencia, 2014• “1812-2012. Una mirada contemporánea” - Madrid, Palencia, Astorga, Buenos Aires, Montevideo, Tegucigalpa, Managua, San Salvador, Santo Domingo, México D.F. , Miami (2012-2016)
- Exposición Robinson Crusoe, Mimesis Art Museu, Seúl, 2014
- Aluna Art Fundation, 2015